# Dietrich Scheffler
Dietrich Scheffler (* 1937 in Berlin) ist ein deutscher Patentanwalt.

## Werdegang
Dietrich (Dieter) Scheffler wurde als erstes dreier Kinder von Walter Scheffler, Studienrat, und Viola geb. Schmidt in eine unruhige Zeit hineingeboren. So erlebten er und seine Geschwister im frühen Kindesalter in Berlin die Bombenangriffe der Alliierten. Auch rückte die Rote Armee unaufhaltsam vor. Angesichts dieser Kriegssituation entschloss sich die Familie zur Flucht nach Süddeutschland, wo sie in Alsbach an der Bergstraße (jetzt: Alsbach-Hähnlein) (Hessen) eine neue Heimat fand.
Nach dem Abitur (1957 im Schuldorf Bergstraße, Gemeinde Seeheim-Jugenheim) und einem sich hieran anschließenden Praktikum studierte Scheffler an der TU Darmstadt Maschinenbau (Abschluss: Herbst 1963, Dipl.-Ing.) und später – neben der Berufstätigkeit – in Frankfurt a. M., Tübingen und Mainz Rechtswissenschaft (Erstes juristisches Staatsexamen: Januar 2000 in Mainz).
Nach seinem Ingenieurstudium, das er durch Tätigkeiten als Bau- und Fabrikarbeiter, Nachhilfelehrer und Musiker teilfinanziert hatte, arbeitete Scheffler innerhalb des Rechtswesens eines Industriekonzerns im Intellectual Property Management. Dessen Leitung wurde ihm 1970 anvertraut.
1974 qualifizierte er sich durch Ablegen des staatlichen Patentassessor-Examens in München für den Beruf des Patentanwalts. Vier Jahre später folgte die Qualifikation auch zum European Patent Attorney und damit die Zulassung als Vertreter vor dem Europäischen Patentamt in München. Darüber hinaus wurde er beim Harmonisierungsamt für den Binnenmarkt, HABM (seit Ende März 2016: Amt der Europäischen Union für geistiges Eigentum, EU Intellectual Property Office, EUIPO) in Alicante/Spanien als Vertreter zugelassen. Das EUIPO ist zuständig für die Anmeldung und Verwaltung von Gemeinschaftsmarken und Gemeinschaftsgeschmacksmustern (Designs).
1975 gründete Scheffler in Stuttgart eine eigene Kanzlei und arbeitete fortan freiberuflich als Patentanwalt und European Patent, Trade Mark and Design Attorney. Zu seiner Mandantschaft gehörten nicht nur regionale mittelständische Betriebe, sondern auch Großunternehmen aus dem gesamten Bundesgebiet. Grundlage seines Schaffens waren technische Innovationen auf den verschiedensten Fachgebieten, insbesondere aus der Automobilbranche (inkl. Zulieferer), dem Sportartikelsektor und dem Gebiet der Zerstäubung von Flüssigkeiten. Einen weiteren Schwerpunkt seiner Arbeit bildete das Kennzeichenrecht, insbesondere Markenrecht. Hier widmete sich Scheffler, vornehmlich für seine mittelständischen Mandanten, der Erlangung, Verteidigung und Abwehr deutscher, ausländischer und internationaler Schutzrechte.
Ein dritter Schwerpunkt seiner Tätigkeit beruhte auf der Exportorientiertheit der Bundesrepublik Deutschland. Daraus ergab sich für seine Mandanten das Bedürfnis, ihre technischen Entwicklungsergebnisse, Marken und Designs auch im Ausland vor Nachahmung schützen zu lassen. Zu nennen sind hier vor allem die europäischen Industriestaaten, aber auch außereuropäische starke Wirtschaftsnationen, allen voran die Vereinigten Staaten und Japan. Die Anmeldung und Weiterverfolgung von Auslandsschutzrechten erforderte eine enge Zusammenarbeit mit ausländischen Kollegen, die jeweils in ihrem Land bei den dortigen Patent- und Markenbehörden als Vertreter zugelassen waren.
1983 schrieb sich Scheffler an der Universität Stuttgart für einen Magister-Studiengang in Politologie, Soziologie und Ökonomie ein und promovierte dort 1986 – neben seiner freiberuflichen Tätigkeit –  bei Udo Kornblum zum Dr. rer. pol. In seiner Dissertation (s. u. „Monografien“) befasst sich Scheffler mit den sozio-ökonomischen Aspekten des deutschen Patentrechts.
Angeregt durch den juristischen Charakter seines Berufs interessierte sich Scheffler schon bald für die Rechtswissenschaft. Deshalb studierte er einschlägige Literatur, nutzte im Rahmen seiner knapp bemessenen Zeit an den Universitäten angebotene Lehrveranstaltungen und erbrachte dort nach und nach die geforderten Studienleistungen. So konnte er schließlich sein Jurastudium im vorgerückten Alter von 62 Jahren abschließen.
Im Dezember 2009 beendete er aus Altersgründen seine beruflichen Aktivitäten, erhielt aber von der Patentanwaltskammer die Erlaubnis, sich weiterhin Patentanwalt zu nennen.

## Berufspolitisches Engagement
Scheffler engagierte sich für eine Annäherung der beiden „unabhängigen Organe der Rechtspflege“, nämlich der Rechtsanwälte und der Patentanwälte. Diese könnte z. B. durch Zugeständnisse im Rahmen der beiderseitigen Berufserfahrung sowie der jeweiligen Vorbereitungsdienste, Referendariat einerseits und Kandidatenzeit andererseits, gefördert werden. Ziel sollte es sein, den Zugang der Patentanwälte zur Rechtsanwaltschaft und – umgekehrt -  der Rechtsanwälte zur Patentanwaltschaft zu erleichtern. Einige Gedanken hierzu hat Scheffler in einem an die Patentanwaltskammer gerichteten Aufsatz (nicht veröffentlicht) dargelegt.
Zu einer Realisierung dieser Idee bedürfte es freilich eines entsprechenden Tätigwerdens des Gesetzgebers.

## Publikationen

### Monografien
- Das deutsche Patentsystem und die mittelständische Industrie – Eine theoretische und empirische Untersuchung, Dissertation, Stuttgart 1986.[7]
- Ausgewählte Themen zum Gewerblichen Rechtsschutz, Leipzig 2015, ISBN 978-1-5177-1059-0
- Rechtsmaßnahmen gegen deutsche und korrespondierende europäische Patente, Leipzig 2016, ISBN 978-1-5304-4636-0
- Die Subventionsproblematik im Regelwerk der WTO, Leipzig 2016, ISBN 978-1-5390-4643-1
- Subsidies under the Rules of the WTO, Leipzig 2017, ISBN 978-1-9735-9541-0
- Das Europäische Patent und das Einheitspatent – Eine rechtsvergleichende Gegenüberstellung, Hamburg 2019, ISBN 978-3-7497-3721-5

### Aufsätze
- (zusammen mit  Udo Kornblum) Genügen das gegenwärtige deutsche Patentrecht und seine Handhabung durch die Praxis den Bedürfnissen der mittelständischen Industrie?, in: Zeitschrift Gewerblicher Rechtsschutz und Urheberrecht (GRUR) 1988, S. 360 ff
- Genügt das deutsche Patentsystem mittelständisch/industriellen Bedürfnissen?, in: Zeitschrift Mitteilungen der deutschen Patentanwälte (Mitt.) 1989, S. 126 ff
- Monopolwirkung und Informationsfunktion von Patenten aus heutiger Sicht, in: GRUR 1989, S. 798 ff
- Juristische Aspekte der Subventionsproblematik im GATT, in: Zeitschrift Recht der Internationalen Wirtschaft (RIW) 1993, S. 401 ff
- Die (ungenutzten) Möglichkeiten des Rechtsinstituts der Zwangslizenz, in: GRUR 2003, S. 97ff
- (Mögliche) markenrechtliche Konflikte bei Pachtverträgen, insbesondere im Hotel- oder Gastronomiebereich, in: Mitt. 2003, S. 378 ff
- Neuheit und Eigenart beim Geschmacksmuster nach altem und neuem Recht – eine vergleichende Studie, in: Rundbriefe des Deutschen Verbands der Patentingenieure und Patentassessoren (VPP) 2004, S. 97 ff
- Besonderheiten bei der Abwehr von Ansprüchen aus parallelen Gebrauchs- und Geschmacksmustern im Falle widerrechtlicher Entnahme geistigen Eigentums, in: Mitt 2005, S. 216 ff
- Der Streitgegenstand, seine Änderung und ihre prozessualen Rechtsfolgen im Patentnichtigkeitsverfahren, in: Rundbriefe des VPP 2005, S. 60 ff
- Anmerkung zum Urteil des OLG Zweibrücken vom 4.11.2004; Az. 4 U 149/03 – „Kristalllampen-Sockel“, in: Mitt. 2006, S. 15 ff

## Ehrungen
- Silberne Ehrennadel des Hessischen Schwerathletikverbands für verdienstvolle Tätigkeit im Schwerathletiksport (Januar 1968, nach dem Ende seiner aktiven Sportlaufbahn als Gewichtheber beim AC Siegfried Darmstadt)
- Ehrengast der Gemeinde Zermatt (Oberwallis)/Schweiz (2001), wo er sich zusammen mit seiner Familie dem alpinen Skisport widmete